# Аљинце
Аљинце (мкд. Аљинце) је насеље у Северној Македонији, у североисточном делу државе. Аљинце припада општини Старо Нагоричане.

## Географија
Аљинце је смештено у североисточном делу Северне Македоније. Од најближег града, Куманова, село је удаљено 18 km источно.
Село Аљинце се налази у историјској области Средорек, на јужним висовима планине Герман, на преко 700 метара надморске висине.
Месна клима је континентална.

## Становништво
Аљинце је према последњем попису из 2002. године имало 32 становника.
Огромна већина становништва у насељу су етнички Македонци] (100%).
Претежна вероисповест месног становништва је православље.